# Lecanora phaeostigma
Lecanora phaeostigma är en lavart som först beskrevs av Körb., och fick sitt nu gällande namn av Almb. Lecanora phaeostigma ingår i släktet Lecanora och familjen Lecanoraceae.  Arten är reproducerande i Sverige. Inga underarter finns listade i Catalogue of Life.